# Marcelo Zulu
Marcelo dos Santos Martins Gomes "Zulu" (Niterói, 27 de dezembro de 1980) é um lutador brasileiro de luta greco-romana. Zulu é treze vezes campeão brasileiro de luta olímpica, na categoria "até 84 kg". Tornou-se uma figura conhecida nacionalmente por sua participação nos realitys shows Big Brother Brasil e No Limite, ambos são da Rede Globo.

## Carreira
É praticante de jiu-jitsu desde 1996 por admiração a Roger Gracie. Depois de passar pelo vale-tudo, se interessou pela luta greco-romana. Em 2001 foi para o estado do Colorado, nos Estados Unidos com a seleção brasileira de luta olímpica. Em 2004, participou da quarta temporada do reality show da Rede Globo, Big Brother Brasil, por problemas financeiros, fato que o levou a ficar 6 meses sem treinar. Foi eliminado na sétima semana da competição, recebendo 80% dos votos do público após enfrentar um paredão com a participante Solange.
Já em 2006 foi terceiro colocado na Copa Internacional de Almada, em Portugal. No mesmo ano, repercutiu na mídia a prisão do estelionatário Enoque da Silva, então com 26 anos, que aplicava golpes fazendo se passar por Zulu.
Atleta da equipe CM System, participou dos Jogos Pan-Americanos de 2007, no Rio de Janeiro, onde obteve o 8º lugar.
Após isso, participou do Ecopride em Manaus, no mês de novembro do mesmo ano. Zulu também participa do MMA.
Em 2021, Zulu foi confirmado na quinta temporada do reality show No Limite da TV Globo, onde foi o 13º eliminado.